# Lac Lost (comté de Deschutes)
Pour les articles homonymes, voir Lac Lost.
Le lac Lost (en anglais : Lost Lake) est un lac américain dans le comté de Deschutes, en Oregon. Il est situé dans le Newberry National Volcanic Monument près du front de la Big Obsidian Flow. L'Obsidian Flow Trail offre une vue surplombante sur le plan d'eau.